# Lista de meios de comunicação de Porto Alegre

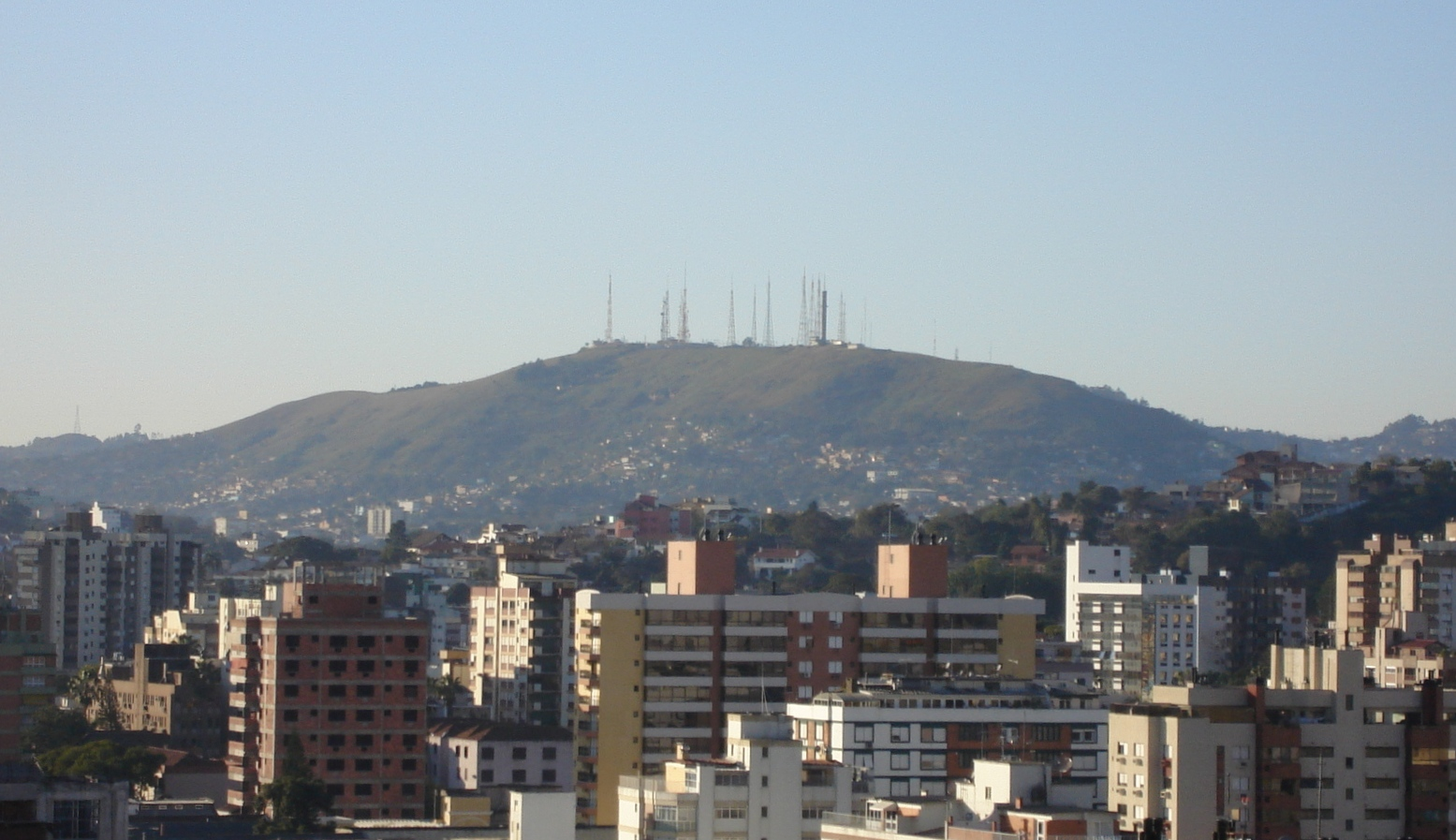
Torres de transmissão de TV aberta e rádio FM de Porto Alegre no Morro da Polícia em 2007.

Esta é uma lista de meios de comunicação de Porto Alegre.

## Rádio

### Rádio AM
- 840 kHz - Rádio Capital (Rede Aleluia)
- 880 kHz - Rádio Itaí (Rádio Deus é Amor)
- 1080 kHz - Rádio da Universidade
- 1210 KHz - Rádio Catedral (Rede Aleluia)
- 1300 KHz - Super Rádio Boa Vontade Porto Alegre (Super RBV)
- 1390 kHz - Rádio Esperança

### Rádio FM
- 79,1 MHz - CBN Porto Alegre (CBN)
- 80,7 MHz - Rádio Metrópole (Gravataí)
- 81.9 MHz - Maisnova FM
- 82.5 MHz - Rádio Liberdade
- 87.9 MHz - Rádios comunitárias
- 88.7 MHz - 88,7 FM (Novo Hamburgo)
- 90.3 MHz - Massa FM Porto Alegre
- 90.7 MHz - Jovem Pan FM Porto Alegre (Jovem Pan FM) - Montenegro
- 91.1 MHz - FM 91 (Taquara)
- 91.5 MHz - 91,5 FM
- 92.1 MHz - 92 FM
- 92.9 MHz - Alegria FM (Novo Hamburgo)
- 93.3 MHz - 93,3 FM
- 93.7 MHz - Rádio Gaúcha
- 94.3 MHz - Atlântida FM Porto Alegre (Rede Atlântida)
- 94.9 MHz - Rádio Bandeirantes Porto Alegre (Rádio Bandeirantes)
- 95.5 MHz - Rádio Livre Brasil
- 95.9 MHz - Rádio Grenal
- 96.3 MHz - Vale Feliz FM
- 96.7 MHz - Rádio Caiçara
- 97.5 MHz - Rádio Pampa
- 97.9 MHz - Mais FM - Igrejinha
- 98.3 MHz - Continental FM
- 98.7 MHz - Amizade FM
- 99.3 MHz - BandNews FM Porto Alegre (BandNews FM)
- 99.9 MHz - Rádio Novo Tempo Porto Alegre (Rádio Novo Tempo)
- 100.5 MHz - 100,5 FM (Rede Aleluia)
- 100.9 MHz - Spaço FM
- 101.3 MHz - Rádio Guaíba
- 101.9 MHz - 104 FM
- 102.3 MHz - 102.3 FM
- 103.3 MHz - Rádio ABC (Novo Hamburgo)
- 104.1 MHz - 104 FM
- 104.5 MHz - Imperial FM (Nova Petrópolis)
- 104.9 MHz - Rádio Eldorado
- 105.3 MHz - União FM (Novo Hamburgo)
- 105.9 MHz - Frequência Brasileira FM
- 106.3 MHz - Aliança FM
- 106.7 MHz - Nossa Rádio
- 107.1 MHZ - Mix FM Porto Alegre (Mix FM)
- 107.7 MHZ - FM Cultura

## Televisão

### Terrestre
Legenda:
- TVD - Geradora de sinal digital ( DTV )
- RTVD - Retransmissora de sinal digital ( DTV )
- TVA - Geradora alternativa de sinal; analógico em uma parte do dia e codificado no restante
- RMTV - Retransmissora mista (retransmite a rede em quase sua totalidade, porém, gera alguns conteúdos)
- HDTV - High-definition television
- SDTV - Standard-definition television
- UHF - Ultra High Frequency

| Canal Digital       | Canal Digital | Emissora             | Razão social                                                | Prefixo | Potência | Vídeo | Tipo | Afiliação         |
| Físico (Frequência) | Virtual       | Emissora             | Razão social                                                | Prefixo | Potência | Vídeo | Tipo | Afiliação         |
| ------------------- | ------------- | -------------------- | ----------------------------------------------------------- | ------- | -------- | ----- | ---- | ----------------- |
| 15 UHF(479.143 MHz) | 14.1          | X-sports             | Spring Editora-Produtora Ltda.                              | —       | 15 kW    | HDTV  | RTVD | Disney            |
| 17 UHF(491.143 MHz) | 16.1          | Rede Vida            | Televisão Independente de S. José do Rio Preto Ltda.        | —       | 10 kW    | HDTV  | RTVD | —                 |
| 17 UHF(491.143 MHz) | 16.2          | Rede Vida Educação   | Televisão Independente de S. José do Rio Preto Ltda.        | —       | 10 kW    | SDTV  | RTVD | —                 |
| 17 UHF(491.143 MHz) | 16.3          | Rede Vida Educação 2 | Televisão Independente de S. José do Rio Preto Ltda.        | —       | 10 kW    | SDTV  | RTVD | —                 |
| 19 UHF(503.143 MHz) | 18.1          | Record News          | Rádio e Televisão Record S/A                                | —       | —        | HDTV  | RTVD | —                 |
| 21 UHF(515.143 MHz) | 2.1           | RecordTV RS          | Televisão Guaíba Ltda.                                      | ZYB 622 | 15 kW    | HDTV  | TVD  | Record Ao vivo    |
| 22 UHF(521.143 MHz) | 22.1          | RBTV                 | Fundação Cultural Santa Bárbara                             | —       | —        | HDTV  | RTVD | —                 |
| 23 UHF(527.143 MHz) | 24.1          | Rede Gênesis         | Zatti & Zigon Ltda.                                         | —       | —        | HDTV  | RTVD | Boas Novas        |
| 25 UHF(539.143 MHz) | 11.1          | TV Câmara            | Câmara dos Deputados                                        | —       | —        | SDTV  | RTVD | —                 |
| 25 UHF(539.143 MHz) | 11.2          | ALTV                 | Assembleia Legislativa do Estado do Rio Grande do Sul       | —       | —        | HDTV  | TVD  | —                 |
| 25 UHF(539.143 MHz) | 11.3          | TV Câmara POA        | Câmara Municipal de Porto Alegre                            | —       | —        | SDTV  | TVD  | —                 |
| 25 UHF(539.143 MHz) | 11.4          | TV Senado            | Senado Federal                                              | —       | —        | SDTV  | RTVD | —                 |
| 26 UHF(545.143 MHz) | 4.1           | TV Pampa             | Empresa Portoalegrense de Comunicação Ltda.                 | ZYB 630 | 15 kW    | HDTV  | TVD  | RedeTV!           |
| 28 UHF(557.143 MHz) | 5.1           | SBT RS               | TV SBT Canal 5 de Porto Alegre S/A                          | ZYB 618 | 25 kW    | HDTV  | TVD  | SBT               |
| 29 UHF              | 29.1          | TV Feliz             | Comunidade Cristã Paz e Vida,                               | ZYB 567 | 2kW      | HDTV  | RTVD | __                |
| 30 UHF(569.143 MHz) | 7.1           | TVE RS               | Fundação Cultural Piratini Rádio e Televisão                | ZYB 621 | 10 kW    | HDTV  | TVD  | TV Brasil         |
| 32 UHF(581.143 MHz) | 10.1          | Band RS              | Rádio e TV Portovisão Ltda.                                 | ZYB 616 | 25 kW    | HDTV  | TVD  | Rede Bandeirantes |
| 34 UHF(593.143 MHz) | 12.1          | RBS TV               | RBS RS Participações S.A.                                   | ZYB 614 | 25 kW    | HDTV  | TVD  | Rede Globo        |
| 41 UHF(635.143 MHz) | 13.1          | RBI                  | Canal Brasileiro De Informação CBI LTDA.                    | —       | 10 kW    | HDTV  | RTVD | TV Plenitude      |
| 39 UHF(623.143 MHz) | 38.1          | TV Pai Eterno        | Sul Brasil – Rádio e Televisão Ltda.                        | ZYB 429 | 16 kW    | HDTV  | RTVD | —                 |
| 42 UHF(641.143 MHz) | 42.1          | RIT                  | Boa Ventura Empresa de Serviço de Acesso Condicionado LTDA. | ZYB 631 | —        | HDTV  | TVA  | —                 |
| 43 UHF(647.143 MHz) | 59.1          | TV Aparecida         | Sistema TV Paulista Ltda                                    | —       | —        | HDTV  | RTVD | —                 |
| 45 UHF(659.143 MHz) | 44.1          | TV Cachoeira         | Televisão Cachoeira do Sul Ltda.                            | ZYB 624 | 5 kW     | HDTV  | RTVD | TV Novo Tempo     |
| 47 UHF(671.143 MHz) | 46.1          | CNT RS               | Televisão Diamante Ltda.                                    | —       | 4 kW     | HDTV  | RTVD | CNT TV Universal  |
| 48 UHF(677.143 MHz) | 55.1          | TV Urbana            | TV Urbana Ltda.                                             | —       | 5 kW     | HDTV  | TVD  | —                 |
| 50 UHF(689.143 MHz) | 48.1          | Ulbra TV             | Associação Educacional Luterana do Brasil - AELBRA          | ZYB 637 | 15 kW    | HDTV  | TVD  | TV Cultura        |

#### Em implantação
| Físico (Frequência) | Virtual | Emissora    | Razão social                             | Tipo | Afiliação    |
| ------------------- | ------- | ----------- | ---------------------------------------- | ---- | ------------ |
| 27 UHF(551.143 MHz) | 27.1    | TV Brasil   | Empresa Brasil de Comunicação S.A. - EBC | RTVD | —            |
| 27 UHF(551.143 MHz) | 27.2    | TV Brasil 2 | Empresa Brasil de Comunicação S.A. - EBC | RTVD | —            |
| 27 UHF(551.143 MHz) | 27.3    | TV Escola   | Empresa Brasil de Comunicação S.A. - EBC | RTVD | —            |
| 27 UHF(551.143 MHz) | 27.4    | Canal Saúde | Empresa Brasil de Comunicação S.A. - EBC | RTVD | —            |
| 40 UHF(629.143 MHz) | 50.1    | Boas Novas  | Fundação Evangélica Boas Novas.          | RTVD | Rede Gênesis |
| 49 UHF(683.143 MHz) | 49.1    | TV Senado   | Senado Federal                           | RTVD | —            |

#### Reserva de canal digital
| Físico (Frequência) | Tipo  |
| ------------------- | ----- |
| 9 VHF(189.143 MHz)  | PBTVD |
| 14 UHF(473.143 MHz) | PBTVD |
| 24 UHF(533.143 MHz) | PBTVD |
| 34 UHF(593.143 MHz) | PBTVD |
| 40 UHF(629.143 MHz) | PBTVD |
| 51 UHF(695.143 MHz) | PBTVD |

- Nota: De acordo com cronograma da ANATEL, o sinal analógico em Porto Alegre e na Região Metropolitana foi desligado no dia 14 de março de 2018.[56][57][58][59] Os canais superiores ao 51 UHF serão usados para telefonia de 4G. Os demais canais em VHF e UHF ficarão disponíveis, menos o 37 UHF que é usado para radioastronomia.

### Fechada
- Canal Rural[60]
- PoaTV
- Bah TV[61]
- UNITV (NBR)
- TV Assembleia[62]
- RDCTV[63]

### Extintos
- TV Guaíba
- TV Piratini
- TVCOM

## Jornais

### Diários
- Correio do Povo[64]
- Diário Gaúcho[65]
- Jornal do Comércio[66]
- Metro Jornal[67]
- O Sul[68]
- Zero Hora (GaúchaZH)[69]

### Outros
- Jornalecão [70]
- Jornal Floresta [71]
- Jornal Via Norte [72]
- Jornal Petrópolis / Moinhos [73]
- Vitrine Gaúcha (quinzenal) [74]

## Revistas
- Revista Amanhã[75]
- PressAD[76]
- Living [77]
- Onne & Only [78]
- Voto (política e negócios)[79]
- Movimento (publicação da Escola de Educação Física da Universidade Federal do Rio Grande do Sul)[80]